# Église Sainte-Marie d'Ans
L'église Sainte-Marie est l'église paroissiale d'Ans, en Province de Liège en Belgique.

## Histoire
À la fin du XVIIIe siècle, l'expansion démographique pousse les habitants à demander la construction d'une chapelle. Les refus de l'autorité communale retarderont sa construction à 1896. L'église, dans sa forme actuelle, est érigée en 1906 à côté de la chapelle. Elle a fêté son centenaire en 2006. En 1914, l'armée allemande occupe l'église et installe un poste d'observation dans le clocher. Celui-ci est détruit par le canon du Fort de Loncin. Une plaque, installée le 22 juin 2014, commémore l'événement. La chapelle initiale est toujours utilisée comme salle des fêtes.

## Descriptif
Très présente dans le paysage du plateau, la flèche du clocher s'aperçoit à des kilomètres. C'est une basilique cruciforme en brique de style néogothique à trois nefs avec une haute tour intégrée et une fermeture polyvalente du chœur.